# Jollyville
Jollyville – jednostka osadnicza w Stanach Zjednoczonych, w stanie Teksas, w hrabstwie Travis.